# الدكوة (القفر)

تعديل مصدري - تعديل

الدكوة محلة تابعة لقرية ظهرة الكوفي، التابعة لعزلة بني ساوي بمديرية القفر إحدى مديريات محافظة إب في الجمهورية اليمنية، بلغ تعداد سكانها 21نسمة حسب تعداد اليمن لعام 2004.